# Maurice Goldstein
Maurice Elie Baron Goldstein (geboren am 27. Januar 1922 in Przedbórz (Polen); gestorben am 6. Oktober 1996 in Brüssel) war ein in Polen geborener belgischer Arzt (Gefäßchirurgie) am Universitätskrankenhaus Saint-Pierre in Brüssel und Überlebender des KZ Auschwitz. Von 1977 bis 1996 war er Präsident des Internationalen Auschwitz Komitees.

## Biographie
Goldstein wurde als Maurycy (Moryc) Goldsten in einer assimilierten jüdischen Familie geboren und kam als Kind mit seinen Eltern nach Belgien. Er studierte Medizin an der Université Libre de Bruxelles, nach Beginn des Zweiten Weltkriegs war er in der belgischen Widerstandsbewegung aktiv. Er und seine schwangere Frau Hélène wurden am 4. September 1943 verhaftet und ins SS-Sammellager Mecheln gebracht, wo er seine Eltern und seinen Bruder Max wiedertraf. Am 19. September 1943 wurde die Familie mit dem XXII. Transport nach Auschwitz deportiert und kam dort am Abend des 22. September an.
Während sein Bruder Max und er nach vier Wochen in das KZ Fürstengrube kamen, wurden die anderen Familienangehörigen gleich nach der Ankunft ermordet. Dort erkrankte er nach kurzer Zeit an den Strapazen, wurde mit einem Krankenwagen nach Auschwitz I gebracht und gelangte durch glückliche Umstände ins Krankenrevier von Block 28. Dort lernte Goldstein einen tschechischen Arzt kennen, mit dem er sich befreundete. Im März 1944 erkrankte er erneut und wurde in einen Krankenflügel in Block 9 von Auschwitz I verlegt, auf dem auch der tschechische Arzt arbeitete. Dieser bestimmte ihn zum Pfleger, woraufhin er einfache medizinische Arbeiten verrichtete und für die Station zuständig war. Bis zur Befreiung von Auschwitz durchlief er noch vier weitere Selektionen, die er aber überstand. Ende April 1944 erfuhr Maurice Goldstein, dass sein kranker Bruder aus Fürstengrube angekommen war und erlebte wie dieser bei einer Selektion für die Gaskammer bestimmt wurde.
Er überstand noch weitere Selektionen und entging wiederum durch Glück dem Todesmarsch.
Nach der Befreiung des Lagers kehrte Maurice Goldstein über Krakau, Lublin, Odessa, Marseille und Paris nach Belgien zurück. Kurz nach seiner Rückkehr nach Belgien begann er ein Medizinstudium und wurde Oberarzt am Universitätskrankenhaus Saint-Pierre in Brüssel.
Von 1977 bis 1996 war er Präsident des Internationalen Auschwitz Komitees. Zusammen mit Paul Halter und anderen Überlebenden der Konzentrationslager gründete er eine Vereinigung ehemaliger Häftlinge der schlesischen Lager, die zur Vereinigung Fondation Auschwitz active pour la pérennité de la mémoire (Stiftung Auschwitz aktiv für den Fortbestand der Erinnerung) wurde.
Er widmete sein Engagement den Zeugnissen seiner Deportation in das Lager Auschwitz und führte einen Kampf gegen jede Form von Nationalismus und Rassismus in Belgien, indem er zusammen mit seiner Frau Rosa eine Stiftung errichtete, deren Ziel die Fortdauer der Erinnerungspflicht ist. Er starb am 6. Oktober 1996 im Alter von 74 Jahren an einem Herzinfarkt.

## Schriften
- Baron Maurice Goldstein: Chronique d’un rescapé d’Auschwitz. Un médecin belge né en Pologne,. Centre d’Études et de Documentation de la Fondation Auschwitz, Brüssel 2016, ISBN 978-2-9600926-5-3.

## Ehrungen
- chevalier de l'ordre de la Couronne
- chevalier de l'ordre de Léopold
- médaille civique de première classe
- Auschwitz-Kreuz der Republik Polen

Er und seine Nachkommen wurden von König Albert II. geadelt und 1994 in den Rang eines Barons erhoben. Sein Wahlspruch lautete Homines Pretiosissimae Divitiae. (Die Menschen sind der größte Reichtum)